# 미겔 데 이카사
미겔 데 이카사(Miguel de Icaza, 1972년~)는 그놈과 모노 프로젝트를 시작한 사람으로 유명한 멕시코 자유 소프트웨어 프로그래머이다.

## 생애
미겔 데 이카사는 물리학자인 아버지와 생물학자인 어머니 사이에서 태어났다. 멕시코 시티에서 태어나 멕시코 국립 자치 대학에서 공부했지만, 학위를 받지 못했다. 1992년부터 자유 소프트웨어를 시작하였다.
1997년 여름, 인터넷 익스플로러 팀의 일자리를 위해 마이크로소프트에서 인터뷰를 했다. 하지만 대학 학위를 받지 못한 상태라 비자 취득에 실패하게 되어 마이크로소프트에 들어가지 못하게 된다. 나중에 한 인터뷰에서 넷스케이프가 그들의 브라우저를 통해 IE코드를 자유롭게해야 한다고 설득했었다.
1997년 8월, 페데리코 메나와 함께 완전 자유 데스크톱 환경 및 리눅스와 다른 유닉스 계열 운영 체제의 구성 요소 모델을 만들 수 있도록 그놈 프로젝트를 시작했다. 그는 일찍이 미드나잇 커맨더(Midnight Commander)와 리눅스 커널을 만들었었다. 그는 또한 매트릭스 정산표 프로그램인 Gnumeric를 만들었다.
1999년, 냇 프리드먼가 함께 나선 코드를 찾은 그놈 지향 자유 소프트웨어 회사는 많은 수의 다른 그놈 해커들을 직원으로 고용했다.
2001년, 나중에 Ximian으로 이름이 변경되고, mono project라 알려진 나선 코드는 미겔 데 이카사에 의해 주도된다. 목표는 리눅스와 유닉스 계열 플랫폼에서 사용할 마이크로소프트의 새로운 NET 개발 플랫폼 도구를 구현하기였다.
2003년 8월, 지미안은 노벨이 인수한 주식 회사에 도착하게 되고, 이카자는 개발자 플랫폼의 부회장이 되었다.
현재까지 부회장이다.

## 마이크로소프트 기술의 옹호
Microsoft's Office Open XML(OOXML) 문서표준을 승인했다. 그는 오픈 소스와 자유 소프트웨어 커뮤니티에서 광범위한 비판에 이의를 제기했다. 또한 마이크로스프트사의 자유 소프트웨어 구현을 주장하였다. 이것은 많은 의견차이를 불러일으켰다.

## 상훈
1999년, 자유 소프트웨어 향상을 위한 "자유 소프트웨어 재단상"과 "올해의 MIT 기술 검토 혁신상"을 받았다.
2000년 9월, 타임지 "21세기의 혁신적인 100인" 중 한명으로 선정되었다.
2010년 초에 마이크로소프트 MVP 수상을 받았다.
2010년 3월에서, 오픈 소스의 "가장 강력한 목소리"에 다섯 번째로 선정되었다.

## 개인적인 삶
2001년,"독점 및 코드" 모션 사진에 카메오 출연.
2003년,브라질인 마리아 로라와 결혼.